# Saint-Genix-sur-Guiers
Pour les articles homonymes, voir Guiers (homonymie).
Saint-Genix-sur-Guiers est une ancienne commune française située dans le département de la Savoie, en région Auvergne-Rhône-Alpes. Le 1er janvier 2019, elle a fusionné avec les communes de Gresin et Saint-Maurice-de-Rotherens pour former la commune nouvelle de Saint-Genix-les-Villages.

## Géographie

### Description et situation
Saint-Genix-sur-Guiers est à la fois la commune la plus occidentale et la moins élevée du département de la Savoie. 
Sous influence de la métropole lyonnaise, elle se situe d'ailleurs à 80 kilomètres à l'est de Lyon, et est la commune savoyarde la plus proche de l'aire urbaine de Lyon, qui commence quelques kilomètres à l'ouest aux Avenières.
La commune se situe à la confluence du Rhône et du Guiers, au carrefour des départements de Savoie, de l'Isère et de l'Ain, qui domine le Rhône par l'extrémité sud du Bugey.

### Climat
Du fait de la présence du mont Tournier et du Rhône, la commune bénéficie d'un climat plus doux que les communes environnantes.
Cependant, son climat reste toutefois sous influence continentale et montagnarde avec d'abondantes précipitations, des hivers froids et des étés chauds à très chauds.
| Mois                              | jan. | fév. | mars | avril | mai  | juin | jui. | août | sep. | oct. | nov. | déc. | année |
| --------------------------------- | ---- | ---- | ---- | ----- | ---- | ---- | ---- | ---- | ---- | ---- | ---- | ---- | ----- |
| Température minimale moyenne (°C) | −1,4 | −1   | 2,1  | 5,8   | 9,8  | 14   | 16,3 | 16   | 12,1 | 7,8  | 2,5  | −0,6 | 7     |
| Température moyenne (°C)          | 1,9  | 3    | 7,2  | 11,1  | 14,8 | 19   | 21,1 | 20,7 | 16,7 | 12,3 | 6,2  | 2,6  | 11,4  |
| Température maximale moyenne (°C) | 5,5  | 7,1  | 11,9 | 15,7  | 19,1 | 23,6 | 25,6 | 25,2 | 21,1 | 16,7 | 10,1 | 6,1  | 15,6  |
| Précipitations (mm)               | 120  | 109  | 112  | 124   | 148  | 128  | 119  | 112  | 111  | 116  | 143  | 124  | 1 476 |

### Hydrographie

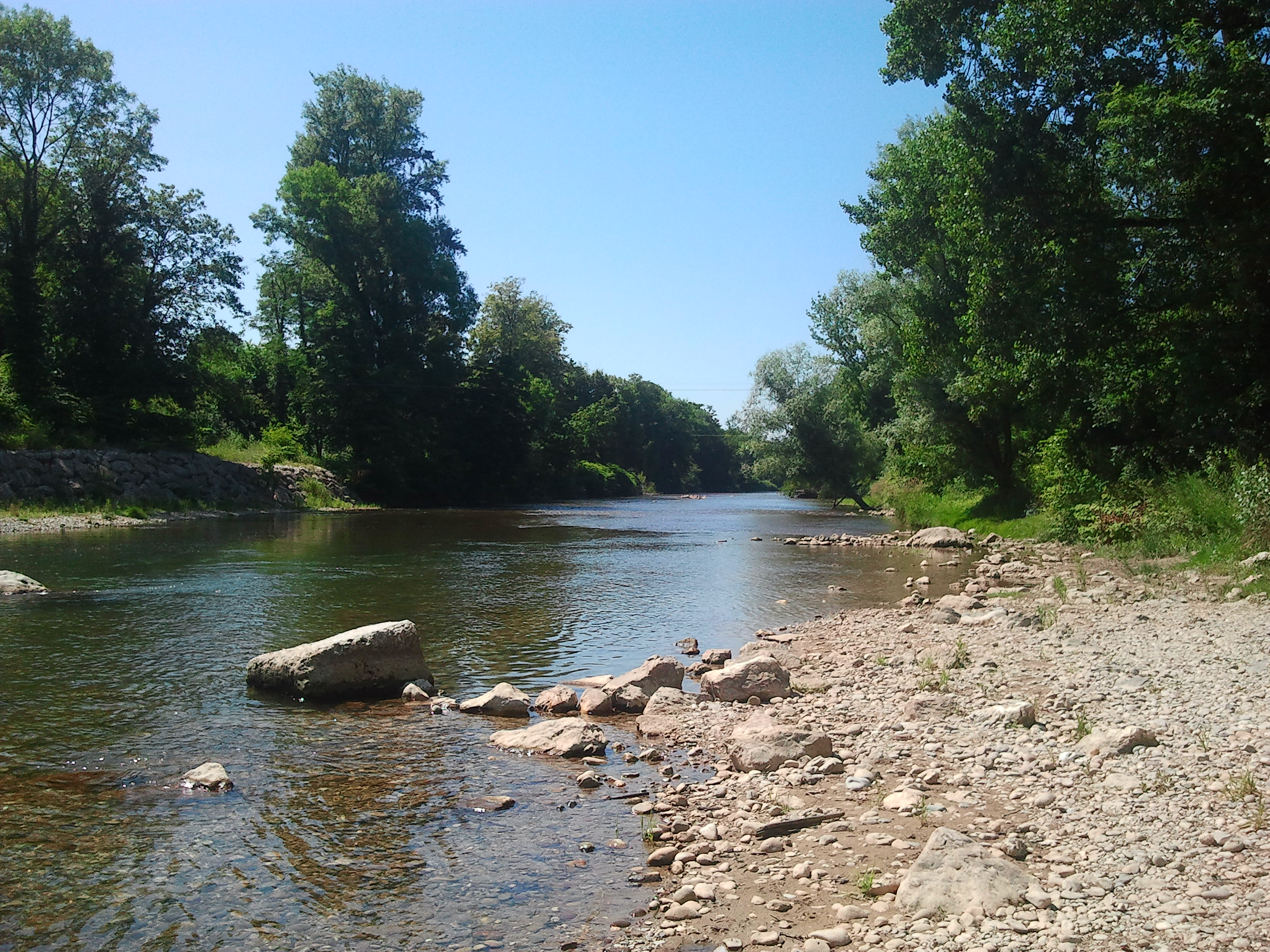
Le Guiers à Saint-Genix

## Toponymie
La plus ancienne mention de l'église et de la villa date de 1023, « ecclesia Beati Genesii/Sancti Genesii », d'après le cartulaire de l'abbaye de Saint-André-le-Bas de Vienne. On trouve, au cours du XIIe siècle, les formes suivantes Apud Sanctum Genesieum (1115), Ad Sanctum Genesieum (1146, 1160) et Petrus de Sancto Genesio (1185). Au siècle suivant, la paroisse devient Parrochia Sancti Genesii (1239), et apparait les premières mentions du castrum (1244, 1286).

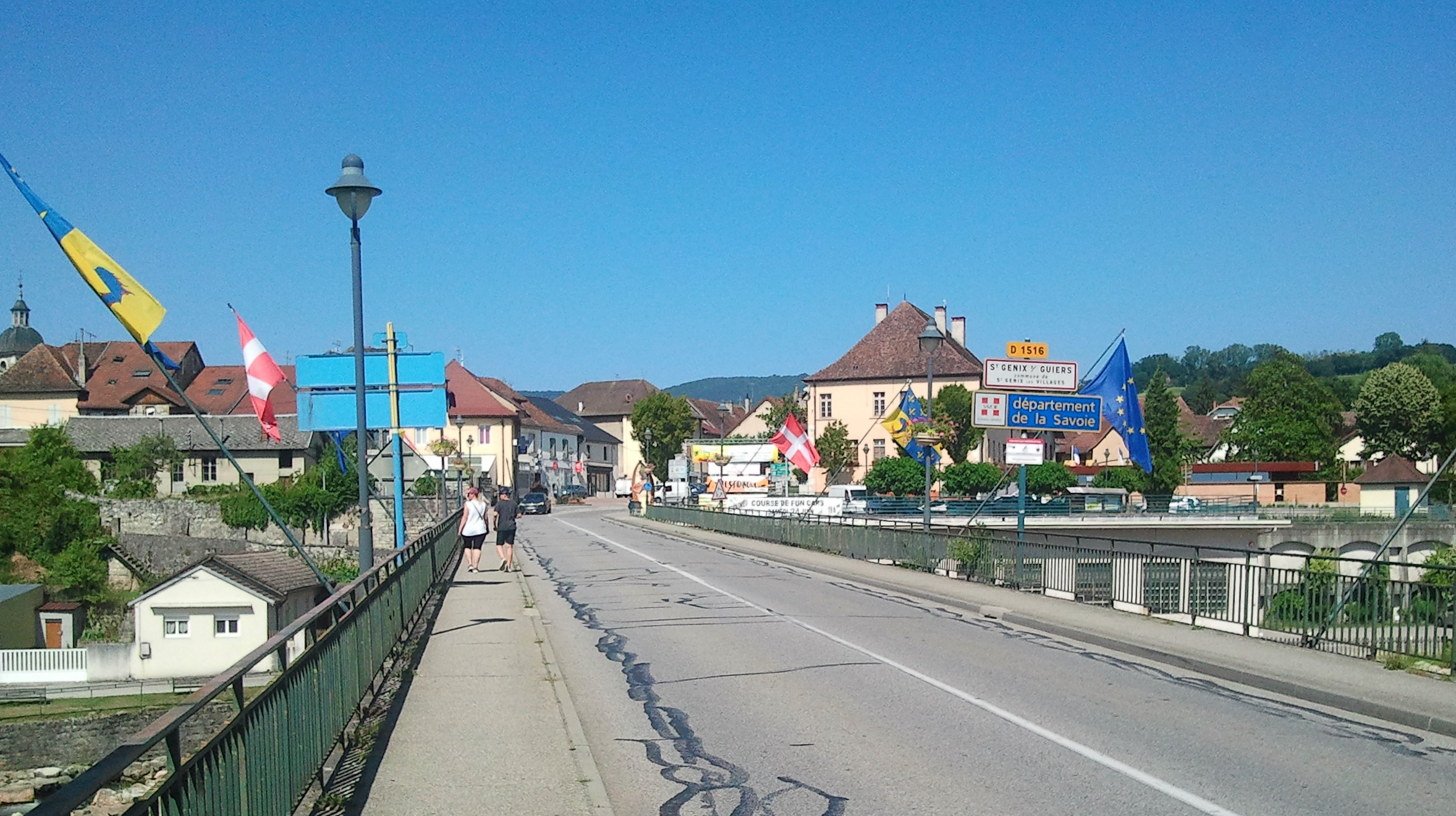
Saint-Genix-sur-Guiers

Au cours de la période médiévale, on disait Aouste Saint-Genis, devenue Saint-Genis d'Aoste, qui va perdurer jusqu'au début du XXe siècle. On trouve par ailleurs les formes Capellanus de Genesio (XIVe siècle), Castellanus Sancti Genesii (1454), Saint Genys (1481), Sangenisium (1581), Saint Genis d'Hoste (1691), Saint Genis ou Saint Genix (1729), Saint Genis en Savoye (1731). Au cours de la période révolutionnaire, la commune devient Entre Rives (1793),, Saint-Genix-d'Aoste (1801). Enfin, la forme actuelle Saint-Genix-sur-Guiers (1908).
Saint-Genix-sur-Guiers est composé du nom de la paroisse, « Saint-Genix », au syntagme « -sur-Guiers ». L'origine du nom de la paroisse n'est pas certain. Il est à mettre en relation avec la christianisation de la région depuis l'axe du Rhône. Saint-Genix peut faire référence à saint Genix, comédien, martyr à Rome sous Dioclétien, ou saint Genest (ou Genès), greffier, martyr à Arles, mort en 300. On dit que les cités menacées par les eaux dévastatrices du Rhône imploraient la protection de saint Genest afin qu'il les préserve de la mort et de la ruine. On aurait donc donné le nom de Saint-Genest (devenu plus tard Saint-Genix) au petit village pour le mettre sous la protection du grand martyr d’Arles.
En francoprovençal, le nom de la commune s'écrit San Ni (graphie de Conflans) ou Sant-Genès / Genix (ORB).

## Histoire

### Période médiévale
Le bourg de Saint-Genix se trouve être une possession des Humbertiens, futurs comtes de Savoie, dès le XIe siècle. La première mention du lieu est celle de l'église et d'une villa, en 1023, d'après le cartulaire de l'abbaye de Saint-André-le-Bas de Vienne. L'origine du nom de la paroisse semble liée à la christianisation de la région à partir de l'axe rhodanien. Il provient très certainement de saint Genest que l'on invoquait pour se protéger des eaux dévastatrices. Ainsi « les nautonniers — celui qui conduit une barque — en péril, les cités menacées par les eaux dévastatrices imploraient sa protection ». La fête patronale a lieu le dernier week-end d’août.
Sancti Genesii fait l'objet lors de cette année 1023 d'une « concession » par Burchard à l'église de Vienne,. Cette date est retenue comme celle de la fondation du prieuré,. Celui-ci semble accueillir les corps de Burchard, frère du comte Humbert-aux-Blanches-Mains, et d'Aymon, le fils du premier. Humbert reposerait au prieuré voisin des Échelles.

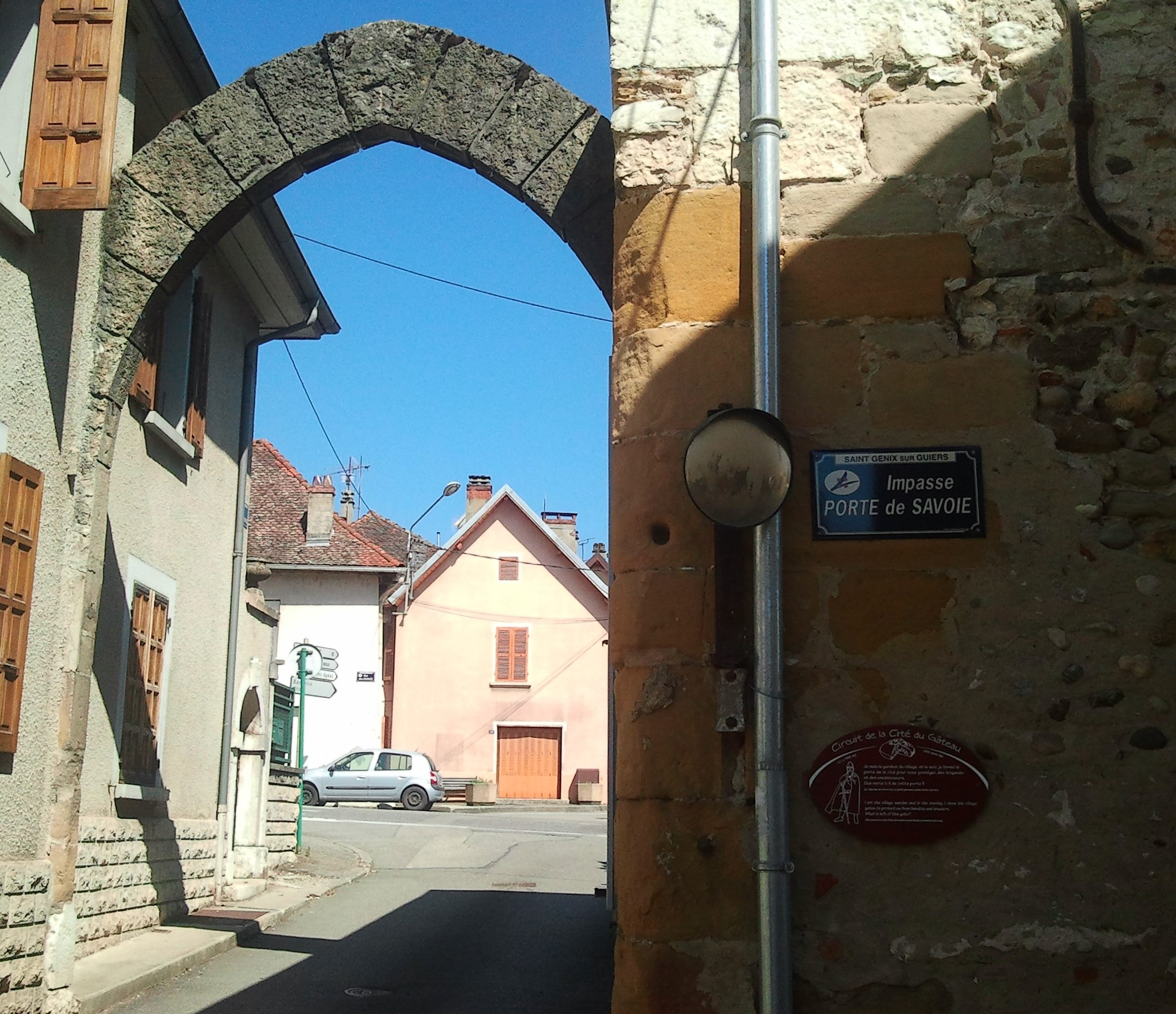
La Porte de Savoie à Saint-Genix-sur-Guiers

Le castrum, dit château de Saint-Genix, est mentionné pour la première fois au XIIIe siècle, le 4 janvier 1244. Il s'agit d'une donation de l'ensemble des droits sur le château et de la châtellenie de Saint-Genix par Marguerite de Genève et son fils, le comte Amédée IV, à leur fils et frère, Thomas de Piémont. En 1286, les « castrum et burgum » sont mentionnés dans un arbitrage opposant le comte Amédée V et son frère Louis. Il s'agit d'un château comtal, puisqu'il appartient directement aux Humbertiens, comtes de Savoie. Il semble être intégré à l'enceinte qui protégeait le bourg.
Entre 1232-1257 (Histoire des communes, 1982) ou « 1259-1282, peut être 1270 » (Ruth Mariotte Löber, 1973), le bourg obtient des franchises. Entre 1259-1282 (c.1270 ?), Béatrice Fieschi, veuve du seigneur de Piémont, Thomas II, et leur fils, Thomas III, octroient cette charte de franchises au bourg de Saint-Genix-sur-Guiers,. Un marché est installé entre 1259 et 1282.
Le 29 juin 1586, vente et inféodation d'Yenne et Saint-Genix, par le duc de Savoie Charles-Emmanuel, à Louis de Poupet de Courgenon, comte de La Baulme-Saint-Amour, pour 15 000 écus d'or, et érection en marquisats d'Yenne et de Saint-Genix en reconnaissance de ses services militaires et diplomatiques. Son fils, Emmanuel-Philibert, capitaine de chevaux-légers, mort en 1622 et son petit-fils, Charles-Eugène d'Arenberg, gouverneur général de la Franche-Comté en 1668, prirent tous deux le titre de marquis d'Yenne et de Saint-Genix. Mais la cession, faite à leur père et aïeul en 1586, n'ayant pas été entérinée par la Chambre des comptes et le prix de vente non versé, la terre d'Yenne comme celle de Saint-Genix, restèrent au souverain.
À la suite du traité de Lyon en 1601, voyant entre autres la cession du Bugey à la France, Saint-Genix devient une ville frontière sur deux côtés (sud et ouest). Le 20 mars 1603, les Genevois en guerre avec le duc Charles-Emmanuel, s'empare de la ville, ne la restituant qu'au traité de Saint-Julien, signé le 21 juillet 1603.

### Période contemporaine
Le 1er janvier 2019, la commune fusionne avec celles de Gresin et Saint-Maurice-de-Rotherens pour former la commune nouvelle de Saint-Genix-les-Villages dont la création est actée par un arrêté préfectoral du 23 octobre 2018.

## Politique et administration

### Liste des maires
| Période                                  | Période          | Identité                    | Étiquette | Qualité                                                   |
| ---------------------------------------- | ---------------- | --------------------------- | --------- | --------------------------------------------------------- |
| 1805                                     | 1806             | Lasalle                     |           |                                                           |
|                                          |                  |                             |           |                                                           |
| 1945                                     | 1953             | Marie Claude Amédée Debauge |           |                                                           |
| 1953                                     | 1977             | Dr Jean Praliaud            | SFIO      | Médecin, conseiller général                               |
| 1977                                     | 1989             | Jean Bouchard               |           |                                                           |
| 1989                                     | 1995             | Jacques Meriaudeau          |           |                                                           |
| juin 1995                                | 31 décembre 2018 | Joël Primard                | PS        | Chef d'entreprise retraité Réélu pour le mandat 2014-2020 |
| Les données manquantes sont à compléter. |                  |                             |           |                                                           |

### Conseil municipal des jeunes
La commune s'est dotée d'un conseil municipal des jeunes de douze membres élus chaque année en juin parmi les élèves de CM1 pour un mandat de 2 ans et renouvelables par moitié chaque année. Il permet de donner la parole aux jeunes en leur offrant la possibilité de participer à la vie de la commune au côté des adultes.

## Population et société

### Démographie
Les habitants de la commune sont appelés les San-Genestoises et San-Genestois.

L'évolution du nombre d'habitants est connue à travers les recensements de la population effectués dans la commune depuis 1793. Pour les communes de moins de 10 000 habitants, une enquête de recensement portant sur toute la population est réalisée tous les cinq ans, les populations de référence des années intermédiaires étant quant à elles estimées par interpolation ou extrapolation. Pour la commune, le premier recensement exhaustif entrant dans le cadre du nouveau dispositif a été réalisé en 2008.

En 2016, la commune comptait 2 376 habitants, en évolution de +5,74 % par rapport à 2010 (Savoie : +3,63 %, France hors Mayotte : +2,11 %).
| 1793  | 1800  | 1806  | 1822  | 1838  | 1848  | 1858  | 1861  | 1866  |
| ----- | ----- | ----- | ----- | ----- | ----- | ----- | ----- | ----- |
| 1 284 | 1 535 | 1 764 | 2 100 | 1 786 | 1 961 | 1 905 | 1 812 | 1 913 |

| 1872  | 1876  | 1881  | 1886  | 1891  | 1896  | 1901  | 1906  | 1911  |
| ----- | ----- | ----- | ----- | ----- | ----- | ----- | ----- | ----- |
| 1 857 | 1 868 | 1 805 | 1 858 | 1 876 | 1 912 | 1 935 | 1 887 | 1 833 |

| 1921  | 1926  | 1931  | 1936  | 1946  | 1954  | 1962  | 1968  | 1975  |
| ----- | ----- | ----- | ----- | ----- | ----- | ----- | ----- | ----- |
| 1 642 | 1 688 | 1 657 | 1 679 | 1 602 | 1 562 | 1 606 | 1 538 | 1 586 |

| 1982  | 1990  | 1999  | 2006  | 2008  | 2013  | 2016  | - | - |
| ----- | ----- | ----- | ----- | ----- | ----- | ----- | - | - |
| 1 692 | 1 735 | 1 817 | 2 094 | 2 172 | 2 341 | 2 376 | - | - |

### Enseignement
Rattachée à l'académie de Grenoble, Saint-Genix-sur-Guiers compte un collège, nommé collège « La Forêt »

## Économie
Même si l’agriculture représente encore une part notable de l’économie de la commune (élevage, viticulture), Saint-Genix accueille aussi plusieurs entreprises œuvrant dans le domaine des technologies. Le tourisme se développe et la commune demeure un centre commercial et administratif local.

## Culture locale et patrimoine

### Lieux et monuments

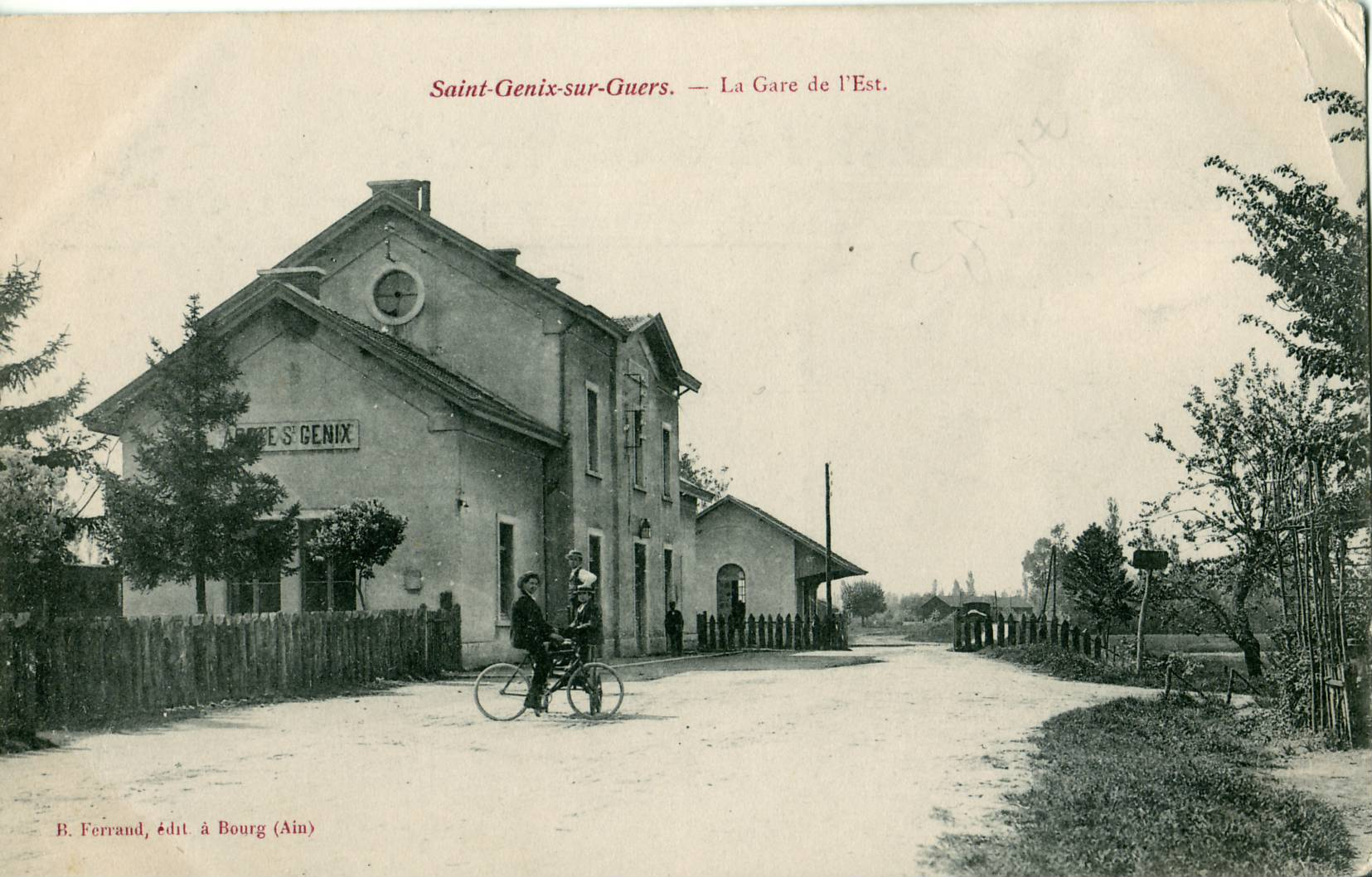
L'ancienne gare du Chemin de fer de l'Est de Lyon, vue ici au début du XX, existe toujours, bien que désaffectée.

Ancienne ville frontalière, Saint-Genix-sur-Guiers a perdu ses fortifications, à l’exception d’une porte et de quelques vestiges des remparts le long du Guiers. Son centre historique, regroupé autour de l’église, est remarquablement bien conservé. On y trouve une architecture en pierre, avec des tuiles en écailles et parfois des pignons à redents, comme dans le Bugey voisin. En dehors du centre, l’architecture rappelle celle de la plaine dauphinoise, avec des maisons en pisé.
Les châteaux dont
- château de Saint-Genix (castellum Sancti Genesii) ou château comtal (XIIe ou XIIIe siècle)[9], disparu. Installé à proximité du Guiers et probablement faisant partie de l'enceinte protectrice du bourg.
- château de Montdragon (XIVe siècle)[9], installé au croisement des routes de Novalaise et d'Yenne. Édifié par la famille Du Bourg, qui forme une nouvelle branche celle des Montdragon[9]. Il est détruit par le maréchal Lesdiguières au cours du conflit franco-savoyard de 1600[9].

le patrimoine religieux
- L'église Saint-Genix[7] ;
- Le prieuré[7].

Les chapelles, dont
La chapelle de Pigneux, (ou Notre-Dame-du-Gage) est un oratoire situé sur une colline à quelques centaines de mètres du centre de Saint-Genix, sur l’itinéraire du chemin de Saint-Jacques de Compostelle. Son origine, mystérieuse, pourrait être liée à une victoire sur les Maures (VIIe siècle) ou à un conflit religieux du XVIe siècle. Elle a été dotée d’un chapelain par l’évêque de Belley au XVIe siècle. Ruinée à la Révolution française, la chapelle a été relevée en 1816, agrandie en 1875 et totalement rénovée en 2001.
Petits patrimoines
- Les bords du Rhône, le long du site protégé du Rhône du Pont de Groslée à Murs et Gélignieux, avec les vestiges d'anciennes digues constituant des abris pour les bateaux naviguant sur le fleuve. Un carnet d'explorateur longeant le Guiers jusqu'à sa confluence avec le Rhône est proposé par l'Office de tourisme à Saint-Genix-Sur-Guiers ;Borne frontière n°5 datant de 1822, située place des Tilleuls à Saint-Genix-sur-Guiers, à l'origine au milieu du pont sur le Guiers et qui délimitait l'ancien duché de Savoie (États de Savoie) et l'ancien royaume de France.

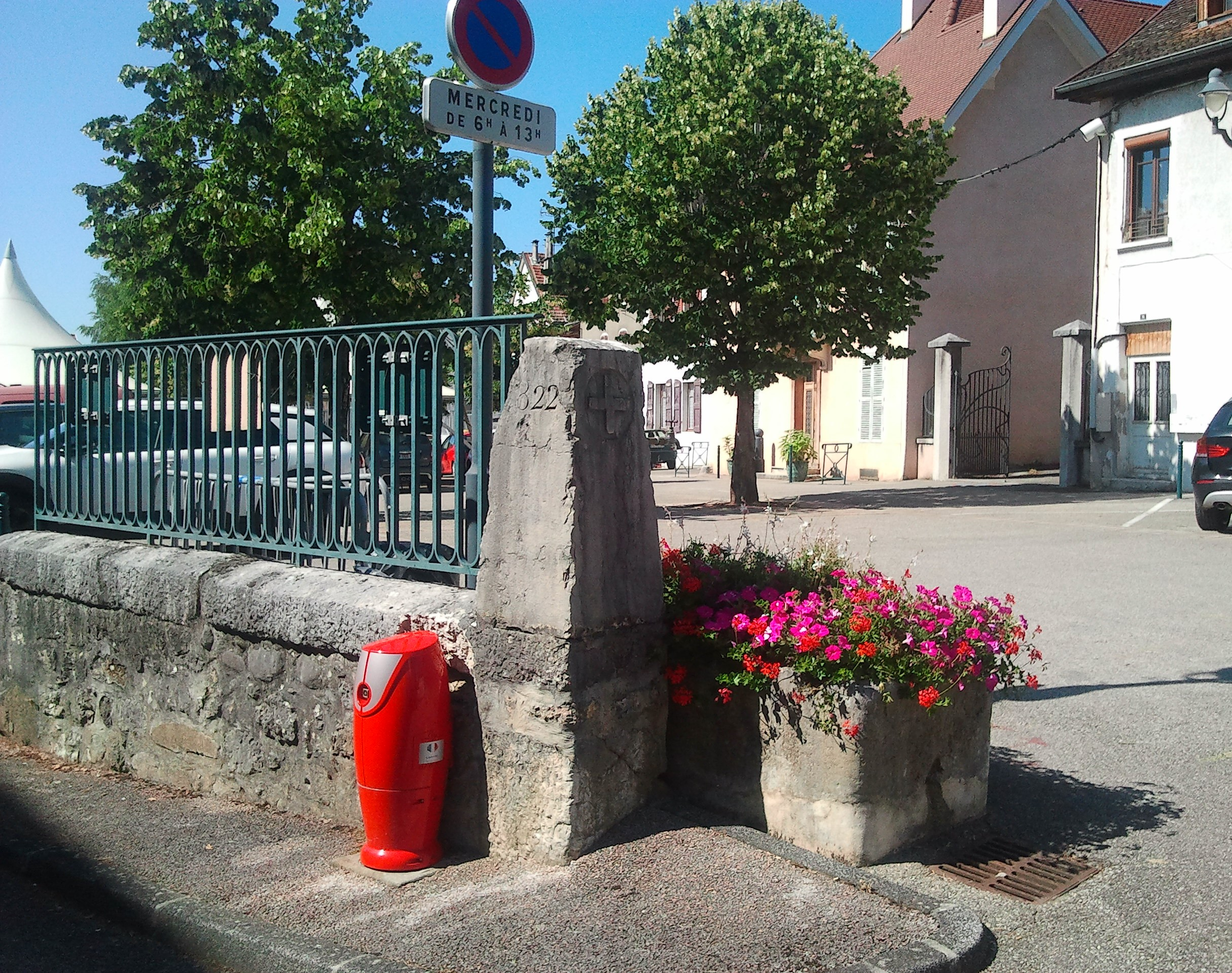
Borne frontière n°5 datant de 1822, située place des Tilleuls à Saint-Genix-sur-Guiers, à l'origine au milieu du pont sur le Guiers et qui délimitait l'ancien duché de Savoie (États de Savoie) et l'ancien royaume de France.

- Le pont de Saint-Genix, sur le Guiers ;
- Le phare aéronautique.
- La borne frontière n°5 de 1822, place des Tilleuls, autrefois au milieu du pont de Saint-Genix, qui séparait l'ancien duché de Savoie (États de Savoie) au royaume de France

La commune de Saint-Genix-sur-Guiers possède un office de Tourisme, situé dans le parc derrière la mairie. Il gère le Repaire Louis Mandrin, un site de visite qui propose de vivre une aventure de contrebande au XVIIIe siècle en compagnie de Louis Mandrin.

### Gastronomie

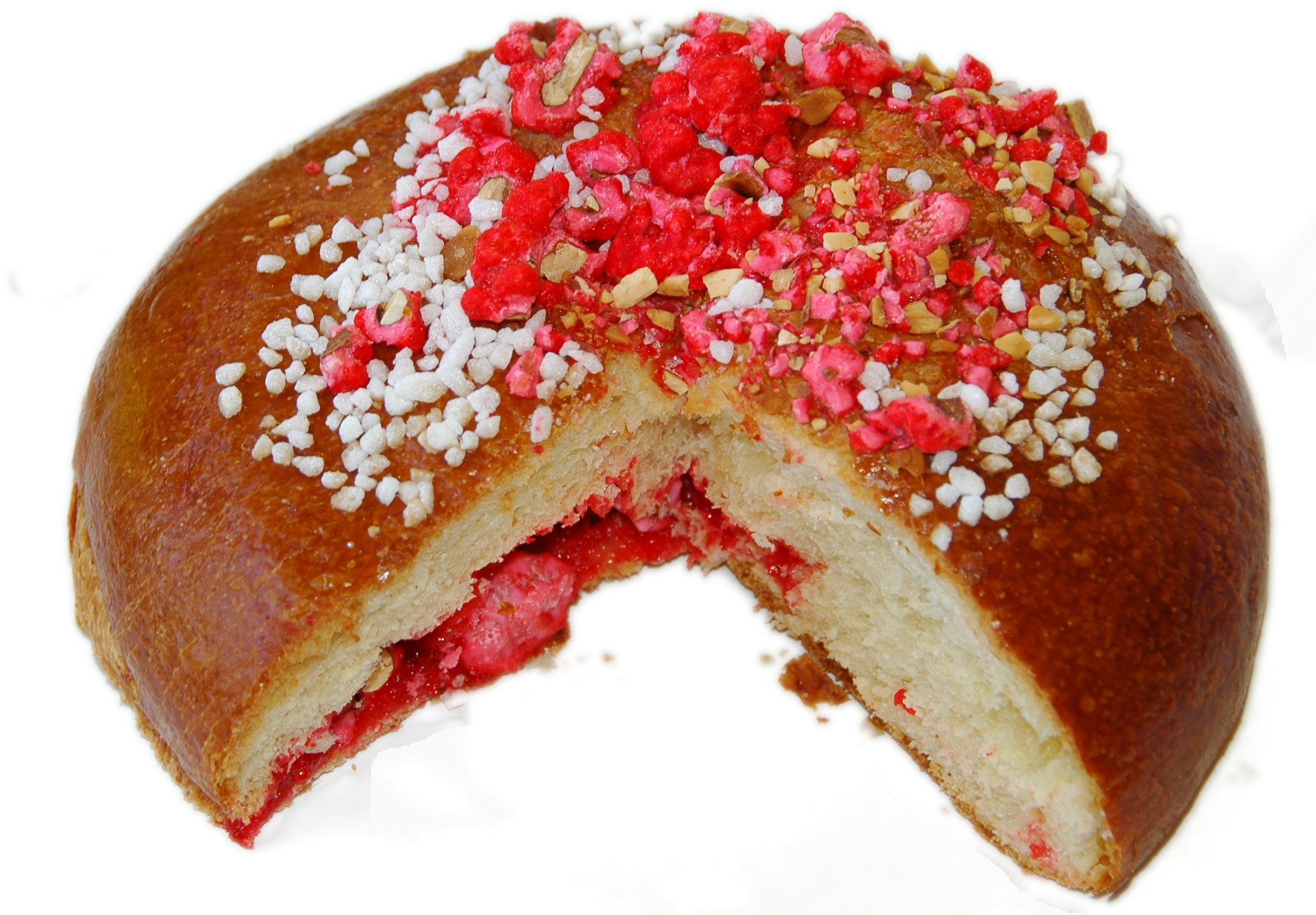
Un Saint-Genix.

Le gâteau de Saint-Genix est une spécialité gastronomique de Saint-Genix-sur-Guiers, créée par la famille Labully vers 1860. La marque Gâteau Labully fut déposée dès 1880 pour défendre le savoir-faire. Cette brioche ronde (environ 600 g) a la particularité d'être recouverte de sucre et ornée de pralines.

### Personnalités liées à la commune
- Famille Costa de Beauregard, marquis de Saint-Genix de Beauregard en 1700 ;
- Robert Laurent-Vibert (1884-1925), industriel et historien français né à Saint-Genix ;
- Léon Bouveret (1850-1929), médecin français, a habité La villa Champs de Bataille;
- Louis Mandrin, contrebandier français du XVIIIe condamné à plusieurs reprises.